# Andrea Falcón
 (juillet 2019).
Andrea Sánchez Falcón, née le 28 février 1997 à Arucas, province de Las Palmas, est une footballeuse internationale espagnole. Elle joue au poste d'ailier avec l'équipe d'Espagne et le Benfica Lisbonne.

## Biographie

### En club
Andrea Falcón joue avec l'équipe première du FC Barcelone entre 2013 et 2016. Avec le Barça, elle remporte le championnat d'Espagne à deux reprises (2014 et 2015).
En 2016, elle signe avec l'Atlético de Madrid. Elle remporte trois championnats d'Espagne avec l'Atlético (2017, 2018 et 2019).
En juillet 2019, elle retourne au FC Barcelone.

### En équipe nationale
Avec l'équipe d'Espagne, elle participe à la Coupe du monde 2019 organisée en France. L'Espagne s'incline en huitièmes de finale face aux États-Unis.

## Palmarès
- FC Barcelone :
  - Championne d'Europe en 2021
  - Championne d'Espagne en 2013, 2014, 2015, 2020 et 2021
  - Vainqueur de la Coupe de la Reine en 2013, 2014, 2020 et 2021
  - Vainqueur de la Supercoupe d'Espagne en 2020
  - Vainqueur de la Coupe de Catalogne en 2014 et 2015
- Atlético Madrid :
  - Championne d'Espagne en 2017, 2018 et 2019
- Équipe d'Espagne :
  - Vainqueur de l'Algarve Cup en 2017